# Jane Catherine Ngila
Jane Catherine Ngila est chimiste et enseignante. Elle est notamment la directrice du département de chimie appliquée à l'université de Johannesbourg. Ses travaux de recherche portent sur l'application de la nanotechnologie à la purification de l'eau. Elle est membre de l'Académie des sciences d'Afrique du Sud.

## Carrière
Jane Catherine Ngila obtient son bachelor en éducation en 1986 et sa maîtrise en chimie en 1992 à l'université Kenyatta à Nairobi, Kenya. Le gouvernement australien lui décerne la bourse d'études AIDAB/EMSS. La professeure Ngila obtient son PhD en chimie analytique et environnementale à l'université de Nouvelle-Galles du Sud, Australie en 1996. Elle commence sa carrière en tant qu'assistante au département de chimie de l'université Kenyatta en 1989 et est nommée chargée de cours en 1996. Elle travaille ensuite à l'université du Botswana (1998-2006), puis comme maître de conférences à l'université du KwaZulu-Natal (2006-2011) avant d'être nommée professeur de chimie appliquée à l'université de Johannesbourg en 2011,. Actuellement, Jane Catherine Ngila est directrice adjointe au Morendat Institute of Oil & Gas (MIOG) à la Kenya Pipeline Company.

## Recherche
La purification de l'eau à l'aide de résines chimiques et d'autres adsorbants est au centre des recherches de Jane Catherine Ngila. Jane Catherine Ngila est auteure ou co-auteure de plus de 150 articles et articles de périodiques. Son indice h actuel est de 23.

## Prix et distinctions
- Prix Kwamé-Nkrumah de l'excellence scientifique 2016[7].
- Prix L'Oréal-Unesco pour les femmes et la science 2021[8].